# Авіньйон
Авіньйо́н (фр. Avignon) — місто та муніципалітет на півдні Франції, у регіоні Прованс — Альпи — Лазурний Берег, адміністративний центр департаменту Воклюз. Розташований при злитті річок Рона і Дюранс. Населення — 90 330 осіб (01.01.2021).
Муніципалітет розташований на відстані близько 580 км на південь від Парижа, 90 км на північний захід від Марселя, на річці Рона.
Авіньйон має станцію швидкісної залізниці.

## Історія

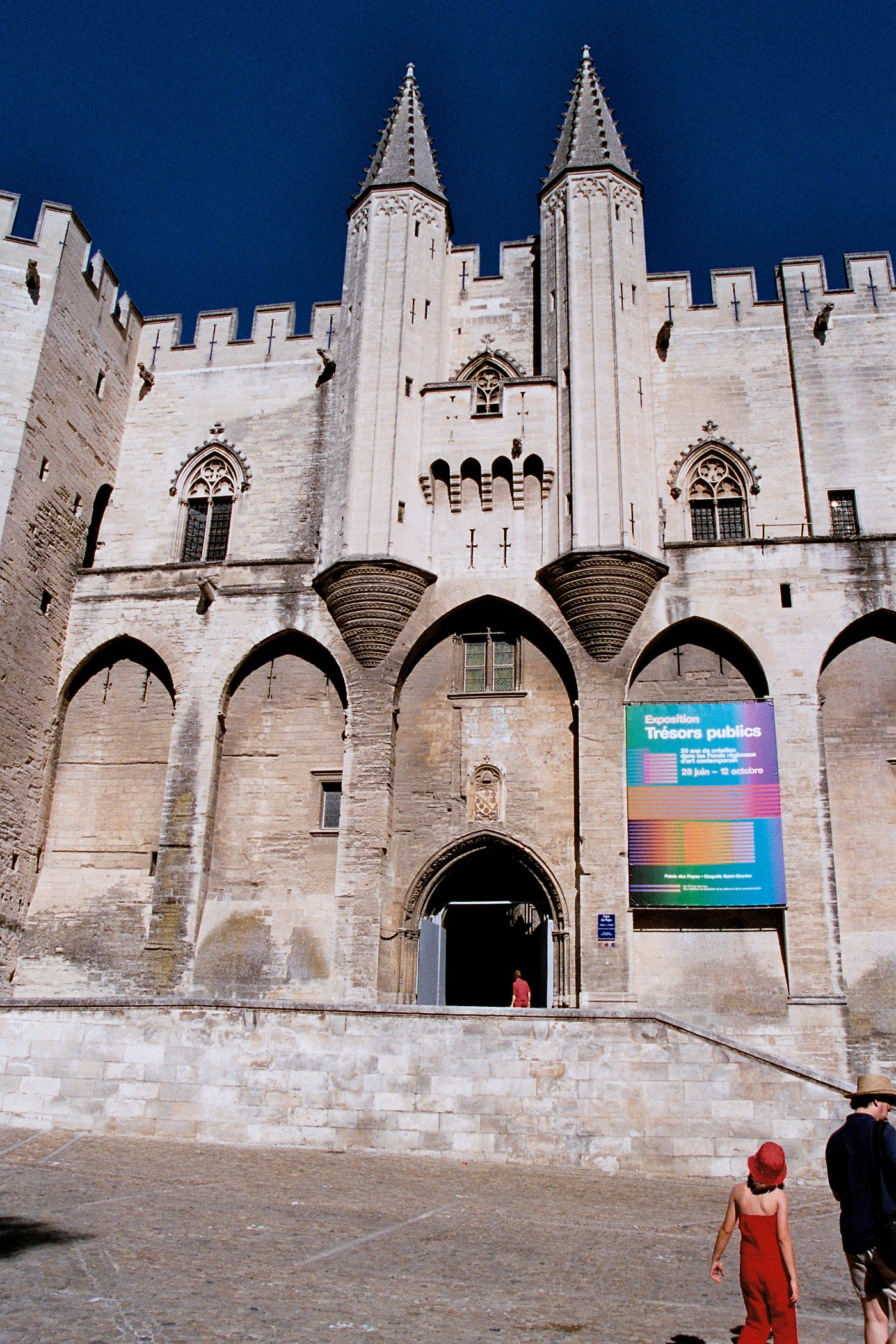
Папський палац збудований у 1335—1364 роках

Важливе галльське та римське місто; у ньому знаходиться міст 12 століття (збереглася лише половина), собор 13 і стіни 14 століття, а також два палаци, побудовані за часів, коли Авіньйон був папською резиденцією: Старий палац (1334–1342) і Новий палац (1342–1352). У 1348–1791 Авіньйон був папським володінням.
Авіньйон має важливе значення у церковній історії, оскільки протягом 72 років (1305—1378) служив місцеперебуванням пап, з яких Климент V, за наказом Пилипа IV переніс туди свою резиденцію з Риму. Але навіть після цього 70-річного періоду, відомого під назвою «Авіньйонського полону пап», місто до 1403 р. служило місцеперебуванням двом анти-папам.
Першим єпископом Авіньйону, про якого збереглися достовірні відомості, був Нектарій, який брав участь у багатьох соборах між 439 і 455. Аж до XIV ст. єпископство Авіньйон — суффраганат Арелатскої митрополії. Папа Климент V з 1309 обрав своєю резиденцією монастир домініканців у Авіньйоні. Після того як в 1316 Папою був обраний Іванн XXII (Жак Дюез з Каору, колишній єпископ Авіньйону), в Авіньйон остаточно перемістилася резиденція пап. З цього моменту почалося бурхливе зростання міста, зовнішній вигляд якого визначав папський палац, будинки кардиналів і членів курії, численні храми. Свій розквіт переживав тоді й Авіньйонський університет, заснований ще в 1303-му, а до кінця XIV ст. налічував 1500 студентів. У 1475-му Сікст IV перетворив Авіньйон на архиєпископство, підпорядкувавши йому єпископства Кавайон, Карпентра і Везон. За конкордатом 1801, Авіньйон став єпископством; з 1822 Авіньйон — знову архиєпископство з єпископствами Монпельє, Нім, Валанс і Вівьє.

## Клімат
Авіньйон має середземноморський клімат (за класифікацією Кеппена: Csa)
| Клімат Авіньйона (1981–2010, рекорди з 1958) | Клімат Авіньйона (1981–2010, рекорди з 1958) | Клімат Авіньйона (1981–2010, рекорди з 1958) | Клімат Авіньйона (1981–2010, рекорди з 1958) | Клімат Авіньйона (1981–2010, рекорди з 1958) | Клімат Авіньйона (1981–2010, рекорди з 1958) | Клімат Авіньйона (1981–2010, рекорди з 1958) | Клімат Авіньйона (1981–2010, рекорди з 1958) | Клімат Авіньйона (1981–2010, рекорди з 1958) | Клімат Авіньйона (1981–2010, рекорди з 1958) | Клімат Авіньйона (1981–2010, рекорди з 1958) | Клімат Авіньйона (1981–2010, рекорди з 1958) | Клімат Авіньйона (1981–2010, рекорди з 1958) | Клімат Авіньйона (1981–2010, рекорди з 1958) |
| Показник                                     | Січ.                                         | Лют.                                         | Бер.                                         | Квіт.                                        | Трав.                                        | Черв.                                        | Лип.                                         | Серп.                                        | Вер.                                         | Жовт.                                        | Лист.                                        | Груд.                                        | Рік                                          |
| Абсолютний максимум, °C                      | 20,9                                         | 22,3                                         | 26,5                                         | 31,1                                         | 34,1                                         | 42,8                                         | 39,7                                         | 40,5                                         | 35,3                                         | 30,8                                         | 24,3                                         | 21,0                                         | 42,8                                         |
| Середній максимум, °C                        | 10,2                                         | 11,8                                         | 15,6                                         | 18,6                                         | 23,1                                         | 27,3                                         | 30,7                                         | 30,0                                         | 25,3                                         | 20,2                                         | 14,0                                         | 10,5                                         | 19,8                                         |
| Середня температура, °C                      | 5,9                                          | 7,1                                          | 10,3                                         | 13,1                                         | 17,3                                         | 21,2                                         | 24,2                                         | 23,7                                         | 19,6                                         | 15,4                                         | 9,9                                          | 6,6                                          | 14,6                                         |
| Середній мінімум, °C                         | 1,6                                          | 2,3                                          | 5,1                                          | 7,5                                          | 11,4                                         | 15,2                                         | 17,8                                         | 17,3                                         | 14,0                                         | 10,5                                         | 5,8                                          | 2,7                                          | 9,3                                          |
| Абсолютний мінімум, °C                       | −13                                          | −14                                          | −9,5                                         | −2,2                                         | 1,3                                          | 4,4                                          | 8,6                                          | 8,0                                          | 3,9                                          | −2,2                                         | −7,4                                         | −14                                          | −14                                          |
| Норма опадів, мм                             | 48.7                                         | 37.6                                         | 38.6                                         | 66.1                                         | 62.5                                         | 41.0                                         | 26.6                                         | 45.8                                         | 97.6                                         | 91.4                                         | 71.1                                         | 49.0                                         | 676.0                                        |
| Днів з опадами                               | 5,4                                          | 4,8                                          | 4,4                                          | 7,1                                          | 6,5                                          | 4,3                                          | 2,4                                          | 3,3                                          | 5,3                                          | 7,2                                          | 6,7                                          | 5,6                                          | 62,9                                         |
| -------------------------------------------- | -------------------------------------------- | -------------------------------------------- | -------------------------------------------- | -------------------------------------------- | -------------------------------------------- | -------------------------------------------- | -------------------------------------------- | -------------------------------------------- | -------------------------------------------- | -------------------------------------------- | -------------------------------------------- | -------------------------------------------- | -------------------------------------------- |
| Джерело: Météo France                        |                                              |                                              |                                              |                                              |                                              |                                              |                                              |                                              |                                              |                                              |                                              |                                              |                                              |

## Пам'ятки
- Собор Нотр-Дам-де-Дом (Авіньйонський собор), побудований переважно в 12 столітті, оздоблений позолоченою статуєю Богородиці, що височить над західною вежею. У соборі знаходиться мавзолей папи Івана XXII, видатний зразок готичного мистецтва 14 століття.
- Папський палац, будівництво якого почалося 1316 року за часів папи Івана XXII та було закінчено 1370 року його наступниками.
- Готичні церкви — Сен-П'єр, Сен-Дідьє, Сен-Агріколь.
- Фортечні мури та вали, що оточують Авіньйон. Вони є одним з найкраще збережених зразків середньовічного фортифікаційного мистецтва.
- Руїни мосту Сен-Бенезія, 12 століття. Міст був здебільшого зруйнований сильною повінню на Роні 1669 року, після чого з 22 прольотів збереглися лише чотири та невелика капела.
- Музей Кальве[en] — зібрання предметів мистецтва з колекції лікаря Еспрі Кальве, яку він 1810 року заповів містові.

## Демографія
Динаміка населення (Cassini і INSEE ):
Розподіл населення за віком та статтю (2006):
| Стать | Всього | До 15 років | 15-24 | 25-44  | 45-64  | 65-85 | Понад 85 |
| --- | ------ | ----------- | ----- | ------ | ------ | ----- | -------- |
| Чоловіки | 42 762 | 8553        | 6866  | 11 676 | 9915   | 5202  | 550      |
| Жінки | 49 644 | 8272        | 7407  | 12 702 | 11 758 | 7992  | 1513     |
| \| Статево-вікова піраміда \| Статево-вікова піраміда \| Статево-вікова піраміда \| \| ----------------------- \| ----------------------- \| ----------------------- \| \| Чоловіки \| Вік \| Жінки \| \| 550 \| 85 + \| 1513 \| \| 987 \| 80-84 \| 1856 \| \| 1145 \| 75-79 \| 2054 \| \| 1496 \| 70-74 \| 2098 \| \| 1574 \| 65-69 \| 1984 \| \| 2120 \| 60-64 \| 2342 \| \| 2402 \| 55-59 \| 3181 \| \| 2693 \| 50-54 \| 3088 \| \| 2700 \| 45-49 \| 3147 \| \| 2756 \| 40-44 \| 3239 \| \| 2907 \| 35-39 \| 2998 \| \| 3003 \| 30-34 \| 2994 \| \| 3010 \| 25-29 \| 3471 \| \| 3505 \| 20-24 \| 4012 \| \| 3361 \| 15-20 \| 3395 \| \| 2740 \| 10-14 \| 2700 \| \| 2787 \| 5-9 \| 2539 \| \| 3026 \| 0-4 \| 3033 \| |        |             |       |        |        |       |          |
| Статево-вікова піраміда |        |             |       |        |        |       |          |
| Чоловіки | Вік    | Жінки       |       |        |        |       |          |
| 550 | 85 +   | 1513        |       |        |        |       |          |
| 987 | 80-84  | 1856        |       |        |        |       |          |
| 1145 | 75-79  | 2054        |       |        |        |       |          |
| 1496 | 70-74  | 2098        |       |        |        |       |          |
| 1574 | 65-69  | 1984        |       |        |        |       |          |
| 2120 | 60-64  | 2342        |       |        |        |       |          |
| 2402 | 55-59  | 3181        |       |        |        |       |          |
| 2693 | 50-54  | 3088        |       |        |        |       |          |
| 2700 | 45-49  | 3147        |       |        |        |       |          |
| 2756 | 40-44  | 3239        |       |        |        |       |          |
| 2907 | 35-39  | 2998        |       |        |        |       |          |
| 3003 | 30-34  | 2994        |       |        |        |       |          |
| 3010 | 25-29  | 3471        |       |        |        |       |          |
| 3505 | 20-24  | 4012        |       |        |        |       |          |
| 3361 | 15-20  | 3395        |       |        |        |       |          |
| 2740 | 10-14  | 2700        |       |        |        |       |          |
| 2787 | 5-9    | 2539        |       |        |        |       |          |
| 3026 | 0-4    | 3033        |       |        |        |       |          |

## Культура і наука
Місто знамените своїм щорічним Авіньйонським театральним фестивалем.
В Авіньйоні розташований Університет Авіньйона і Воклюза.

## Економіка
2010 року серед 57 712 осіб працездатного віку (15—64 років) 39 061 була активною, 18 651 — неактивною (показник активності 67,7%, у 1999 році було 64,6%). З 39 061 активної мешканців працювали 30 524 особи (15 834 чоловіки та 14 690 жінок), безробітними було 8537 (4075 чоловіків та 4462 жінки). Серед 18 651 неактивної 7422 особи були учнями чи студентами, 3784 — пенсіонерами, 7445 були неактивними з інших причин.

У 2010 році в муніципалітеті числилось 40989 оподаткованих домогосподарств, у яких проживали 89324,0 особи, медіана доходів виносила 14 143 євро на одного особоспоживача

## Транспорт

### Автомобільний
Авіньйон знаходиться поблизу двох автошляхів:
- Автошлях A7 (E714) — вісь північ-південь, з якого є два відгалуження: Авіньйон-Північ та Авіньйон-Південь
- Автошлях A9 (E15), яка відгалужується від А7 у напрямку до Іспанії.

### Залізничний
Авіньйон обслуговують дві залізничні станції: історична, побудована в 1860 році, Авіньйон-Центральний (станція), розташована неподалік від міських мурів, та з 2001 року Авіньйон TGV, на лінії LGV Méditerranée.

### Авіаційний
Місто обслуговує аеропорт Авіньйон, що має декілька міжнародних маршрутів до Англії.

## Міста-побратими
Авіньйон є містом-побратимом таких міст:
- Діурбель, Сенегал
- Вецлар, Німеччина (1960)
- Тортоса, Іспанія (1967)
- Яніна, Греція (1984)
- Нью-Хейвен, США (1993)

## Міста-партнери
- Таррагона, Іспанія (1968)
- Колчестер, Велика Британія (1972)
- Сієна, Італія (1981)
- Гуанахуато, Мексика (1990)

## Відомі уродженці та жителі
- Магн Авіньйонський
- Агрікола Авіньйонський
- Жан Алезі
- П'єр Буль (1912—1994) — французький письменник.
- Бернар Кушнер
- Мірей Матьє
- Олів'є Мессіан
- П'єр Рей
- Александріна-Роза Барро
- Франческо Петрарка
- Агріколь Віала